# Цапин
Цапин или обртач је алат који се састоји из дрвене, краће или дуже, дршке и шиљате металне главе са радним делом који личи на кљун птице. Служи за обртање тежих трупаца у шумарству.
Користи се тако што се врх радног дела забоде у трупац, а трупац се обрне користећи принцип полуге.